# Plestiodon parvulus
Plestiodon parvulus är en ödleart som beskrevs av  Taylor 1933. Plestiodon parvulus ingår i släktet Plestiodon och familjen skinkar. IUCN kategoriserar arten globalt som otillräckligt studerad. Inga underarter finns listade i Catalogue of Life.